# 九州大学大学院経済学研究院・大学院経済学府・経済学部
九州大学大学院経済学研究院（きゅうしゅうだいがくだいがくいんけいざいがくけんきゅういん、英称:Faculty of Economics）は、九州大学大学院に設置される研究科以外の研究組織の一つであり教員が所属する。九州大学大学院経済学府（きゅうしゅうだいがくだいがくいんけいざいがくふ、英称:Graduate School for Economics）は九州大学大学院に設置される研究科以外の教育組織の一つであり大学院生が所属する。九州大学経済学部（きゅうしゅうだいがくけいざいがくぶ、英称: Faculty of Economics）は、九州大学に設置される学部の一つである。

## 概要
1924年に美濃部達吉を初代学部長にして設立された九州帝国大学法文学部経済科を前身とし、1949年に法文学部から独立して九州大学経済学部及び大学院経済学研究科が成立した。
2000年に設置された大学院経済学研究院は、教員が所属する研究組織である。大学院経済学府及び経済学部は、それぞれ大学院生及び学部生が所属する教育組織である。2003年にはビジネススクールである経済学府産業マネジメント専攻が開設された。

## 沿革
- 1924年 - 九州帝国大学法文学部経済科を設立[2][3]。初代学部長は美濃部達吉[2]。
- 1949年 - 法文学部から独立して九州大学経済学部、九州大学大学院経済学研究科が成立[1][3][4]。
- 2000年 - 大学院重点化を行い、大学院経済学研究院を設置するとともに、大学院経済学研究科を大学院経済学府と改称[2][4]。

## 学部
- 入学定員240名[5]
  - 経済・経営学科[6]
  - 経済工学科[6]

## 刊行物
九州大学経済学会は教員と院生の研究成果を広く公開する為、以下の冊子（紀要）を発行している。
- 「経済学研究」

## 著名な出身者

### 政治・行政
- 打越明司 - 元衆議院議員、元鹿児島県議会議員
- 重富吉之助 - 元参議院議員、元総務庁中部管区行政監察局長
- 渡辺武 - 元参議院議員、元日本共産党参議院国会対策委員長
- 深川タマヱ - 元参議院議員、元参議院懲罰委員長
- 立山学 - 元日本社会主義青年同盟委員長
- 幸山政史 - 元熊本市長、元熊本県議会議員
- 山崎善也 - 綾部市長、元日本政策投資銀行国際部長
- 西原親 - みやま市長、元福岡県議会議員
- 川野幸男 - 津久見市長、元大分県中部振興局次長
- 深浦弘信 - 伊万里市長、元伊万里市産業部長
- 松田一也 - 基山町長、元九州大学助教授
- 櫻井哲雄 - 元延岡市長、元宮崎県総務部長
- 池田宜永 - 都城市長、元財務省主計局主査
- 江頭実 - 菊池市長、元スイス富士銀行社長
- 田原迫要 - 元指宿市長、元指宿市観光協会長
- 中西茂 - 鹿屋市長、元鹿児島県農政部長
- 貞刈厚仁 - 元福岡市副市長、博多座社長

### 経済
- 石川敬一 - 元九電工会長、元九州電力副社長、元アクロス福岡館長、元九州システム情報技術研究所理事長
- 梅本彪夫 - 元テレパック社長、元TBSテレビ編成局長
- 出光裕治 - 元出光興産社長、元石油連盟会長、元日本プラントメンテナンス協会会長
- 伊東信一郎 - 元ANAホールディングス社長、元全日本空輸社長、元経済同友会副代表幹事
- 池田弘一 - 元アサヒビール社長、元日本経団連評議員会副議長、元経済同友会副代表幹事
- 井上治 - 住友電気工業社長、日本電線工業会会長
- 梅本茂夫 - 元富士紡ホールディングス社長
- 大野茂 - 元九州電力社長、元九州・山口経済連合会会長
- 岡誠 - 元ケンウッド社長
- 荻田伍 - 元アサヒグループホールディングス会長兼CEO、元日本経団連副会長
- 賀来龍三郎 - 元キヤノン社長、藍綬褒章、レジオンドヌール勲章
- 倉田興人 - 元三井鉱山社長、元日本石炭協会会長
- 坂井義清 - 元NTTファイナンス社長
- 酒井誠 - マークラインズ創業者・社長
- 里井達三良 - 元関西国際空港ビルディング社長、元大阪商工会議所副会頭
- 高岩淡 - 元東映社長、元日本アカデミー賞協会会長
- 田中稔一 - 元三井化学社長、元日本知的財産協会会長、元日本肥料アンモニア協会会長
- 筒井豊春 - 元クレディ・スイス・ファースト・ボストン証券東京支店長、キャピタル・パートナーズ証券会長
- 冨田和久 - ピー・ビーシステムズ創業者・社長
- 梛原憲治 - 元豊和銀行頭取
- 永竿哲哉 - 福岡国際空港社長
- 永田豊志 - ショーケース共同創業者・社長
- 中野健二郎 - 阪神高速道路会長、元大阪メトロ経営委員長、元三井住友銀行副会長、元関西経済同友会代表幹事
- 長野吉彰 - 元肥後銀行頭取、元九州・山口経済連合会副会長、元熊本経済同友会代表幹事
- 西見有二 - 元AGC副社長、日立ハイテクノロジーズ取締役
- 西村英俊 - 元双日CEO、元西日本高速道路社長
- 西良一 - 元三菱日立製鉄機械社長、元プライメタルズ テクノロジーズ日本法人社長
- 貫正義 - 元九州電力会長、元福岡経済同友会代表幹事、九州先端科学技術研究所理事長
- 野上義博 - ダイワボウホールディングス社長、元日本紡績協会会長
- 箱島信一 - 元朝日新聞社社長、元日本新聞協会会長
- 早瀬京鋳 - オリオンビール社長兼CEO、元トリンプ・インターナショナル・ジャパン副社長
- 平山良明 - 元西部ガス社長、元日本ガス協会会長、元久留米大学理事長、元福岡県公安委員会委員長
- 広瀬貞雄 - 元富士紡績社長、元廣瀬資料館理事長、藍綬褒章
- 堀川征孝 - 元日本製粉社長、元製粉協会会長
- 本田精一 - 元日産火災海上保険社長
- 南園克己 - 元日東紡績社長、元日本紡績協会会長
- 道永幸典 - 西部ガスホールディングス社長
- 村井利彰 - 元ニチレイ社長、元日本冷蔵倉庫協会会長、元大日本水産会副会長、元食品産業センター副会長
- 村山誠一 - JX金属社長、日本鉱業協会会長
- 籾井勝人 - 元NHK会長、元日本ユニシス社長、元アジアバドミントン連盟会長
- 森拓二郎 - 十八親和銀行頭取、九州経済連合会副会長
- 諸藤周平 - エス・エム・エス創業者・元社長
- 安武史郎 - 元日商岩井社長
- 吉田紘一 - 元住友生命保険社長、元生命保険協会会長

### 研究
- 相見志郎 - 経済学、同志社大学名誉教授
- 諫山正 - マルクス経済学、新潟大学名誉教授、元新潟青陵大学学長、元新潟市都市計画審議会会長
- 伊東弘文 - 財政学、九州大学名誉教授、元総務省地方財政審議会会長
- 内田交謹 - コーポレートファイナンス、早稲田大学教授、元日本ファイナンス学会会長
- 大石芳裕 - マーケティング論、明治大学教授
- 大住圭介 - 数理経済学、九州大学名誉教授、元日本応用経済学会会長
- 大屋幸輔 - 経済学、大阪大学教授
- 岡茂男 - 経済学、元武蔵大学学長、元北海道武蔵女子短期大学学長
- 片山伍一 - 経営学、九州大学名誉教授、元日本経営財務研究学会会長、元日本学術会議会員
- 川口武彦 - 経済学、元九州大学教授、元社会主義協会代表
- 久木田重和 - 会計学、元東京経済大学学長、元公認会計士試験試験委員
- 小島恒久 - マルクス経済学、九州大学名誉教授、元社会主義協会代表、元労働者運動資料室理事長
- 黒木三郎 - 民法、早稲田大学名誉教授
- 作道洋太郎 - 経済史、大阪大学名誉教授
- 下川浩一 - 経営学、法政大学名誉教授、元組織学会会長
- 正田誠一 - 経済学、元九州大学教授、元日本学術会議会員
- 高哲男 - 経済学、九州大学名誉教授
- 武野秀樹 - 経済学、九州大学名誉教授
- 武野要子 - 日本経済史、福岡大学名誉教授、福岡県文化賞、西日本文化賞
- 田中素香 - 経済学、東北大学名誉教授、元日本国際経済学会会長
- 田中廣滋 - 経済学、中央大学教授
- 徳賀芳弘 - 会計学、京都大学名誉教授・元副学長、日本会計研究学会会長、金融庁企業会計審議会会長
- 戸田龍介 - 会計学、神奈川大学教授、日本簿記学会学会賞
- 内藤徹 - 環境経済学、同志社大学教授
- 中村廣治 - 経済学史、広島大学名誉教授、元経済学史学会代表幹事
- 馬場克三 - 経営学、九州大学名誉教授、藍綬褒章
- 原田敏丸 - 経済史、大阪大学名誉教授
- 原田實 - 経営学、九州大学名誉教授
- 原伸子 - 経済学、法政大学教授
- 秀村選三 - 経済史、九州大学名誉教授、日本学士院賞恩賜賞、徳川賞
- 福田豊 - 経済学、法政大学名誉教授、元社会主義協会機関誌『社会主義』編集長
- 細江守紀 - ゲーム理論、九州大学名誉教授、熊本学園大学学長、元日本地域学会会長
- 三戸公 - 経営学、立教大学名誉教授、毎日出版文化賞
- 薮田雅弘 - 経済学、中央大学教授
- 山崎朗 - 経済学、中央大学教授、高橋亀吉賞
- 吉見宏 - 会計学、元北海道大学副学長、日本監査研究学会監査研究奨励賞

### その他
- 三原淳雄 - 経済評論家、元日本ファイナンシャル・プランナーズ協会常務理事
- 吉田清治 - 元日本相撲連盟会長、元九州電力副社長
- 水戸英則 - 学校法人二松学舎理事長
- 坂梨哲士 - NHKアナウンサー
- 古野真也 - 元東北放送アナウンサー
- 岩渕梢 - フリーアナウンサー
- 森澄雄 - 俳人、元日本芸術院会員、日本芸術院賞・恩賜賞、文化功労者
- 多田茂治 - 評論家、日本推理作家協会賞
- 重枝琢巳 - 元全日本労働総同盟書記長、元全日本労働組合会議副議長、元中京大学教授
- 松永照正 - 平和運動家、元国際文化会館（現長崎原爆資料館）館長
- 高橋信雄 - ノンフィクション作家、元長崎新聞社論説委員長